# Pequi, Minas Gerais
Pequi este un oraș în Minas Gerais (MG), Brazilia.